# Дюкино (Псковская область)
Дюкино — деревня в Великолукском районе Псковской области России. Входит в состав сельского поселения «Черпесская волость».
Расположена на севере района, на правом берегу реки Ловать, в 40 км к северу райцентра Великие Луки и в 6 км к югу от волостного центра, деревни Черпесса.

## Население
Постоянное население по состоянию на 2000 и 2010 гг. в деревне отсутствовало.